# Liste der Monuments historiques in Touille
Die Liste der Monuments historiques in Touille führt die Monuments historiques in der französischen Gemeinde Touille auf.

## Liste der Bauwerke
| Bezeichnung       | Beschreibung              | Standort | Kennzeichnung | Schutzstatus | Datum | Bild |
| ----------------- | ------------------------- | -------- | ------------- | ------------ | ----- | ---- |
| Kirche St-Ferréol | Erbaut im 12. Jahrhundert | (Lage)   | PA00094493    | Inscrit      | 1926  |      |